# Gare de Bazoches
Gare de Bazoches vasútállomás Franciaországban, Bazoches-sur-Vesles településen.

## Vasútvonalak
Az állomást az alábbi vasútvonalak érintik:
- Soissons-Givet-vasútvonal
- Trilport-Bazoches-vasútvonal

## Kapcsolódó állomások
A vasútállomáshoz az alábbi állomások vannak a legközelebb: